# SMS Kronprinz (1914)
«Кронпринц Вильгельм» (нем. SMS Kronprinz Wilhelm) — немецкий дредноут, последний из четырёх линейных кораблей типа «Кёниг» (также «Маркграф», «Кёниг» и «Гроссер Курфюрст») германских имперских ВМС, участвовавших в Первой мировой войне. Назван в честь наследника Германского престола Вильгельма, кронпринца Прусского.

## Строительство

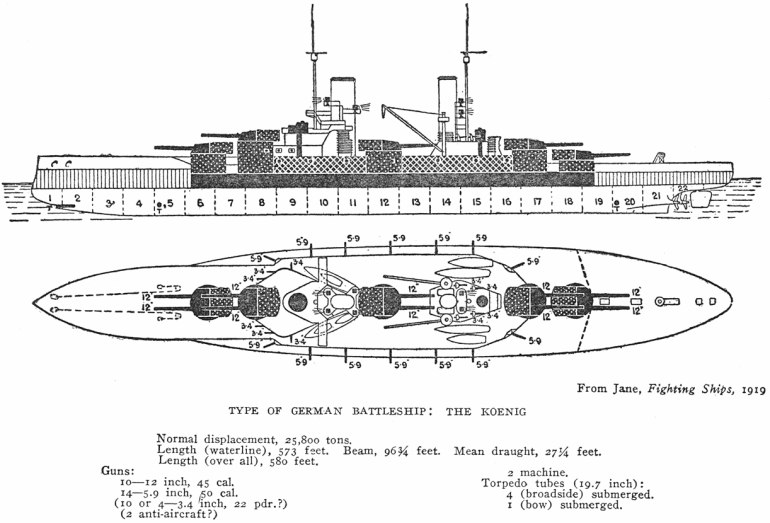
План и разрез линкора класса König, иллюстрация из Jane's Fighting Ships 1919

Линкор «Кронпринц Вильгельм» был заложен 1 апреля 1912 по кораблестроительной программе на 1912 год, и спущен на воду 21 февраля 1914 года. Был введён в состав флота 8 ноября 1914 года, на четвёртый месяц после начала Первой мировой войны.

## Служба
«Кронпринц Вильгельм», как и три других однотипных линкора, участвовал во всех основных операциях Первой мировой войны, включая Ютландское сражение 31 мая — 1 июня 1916 года. Во время боя «Кронпринц Вильгельм» не был повреждён так, как другие немецкие суда, такие, как линкоры «Кёниг», «Маркграф» и линейные крейсера.

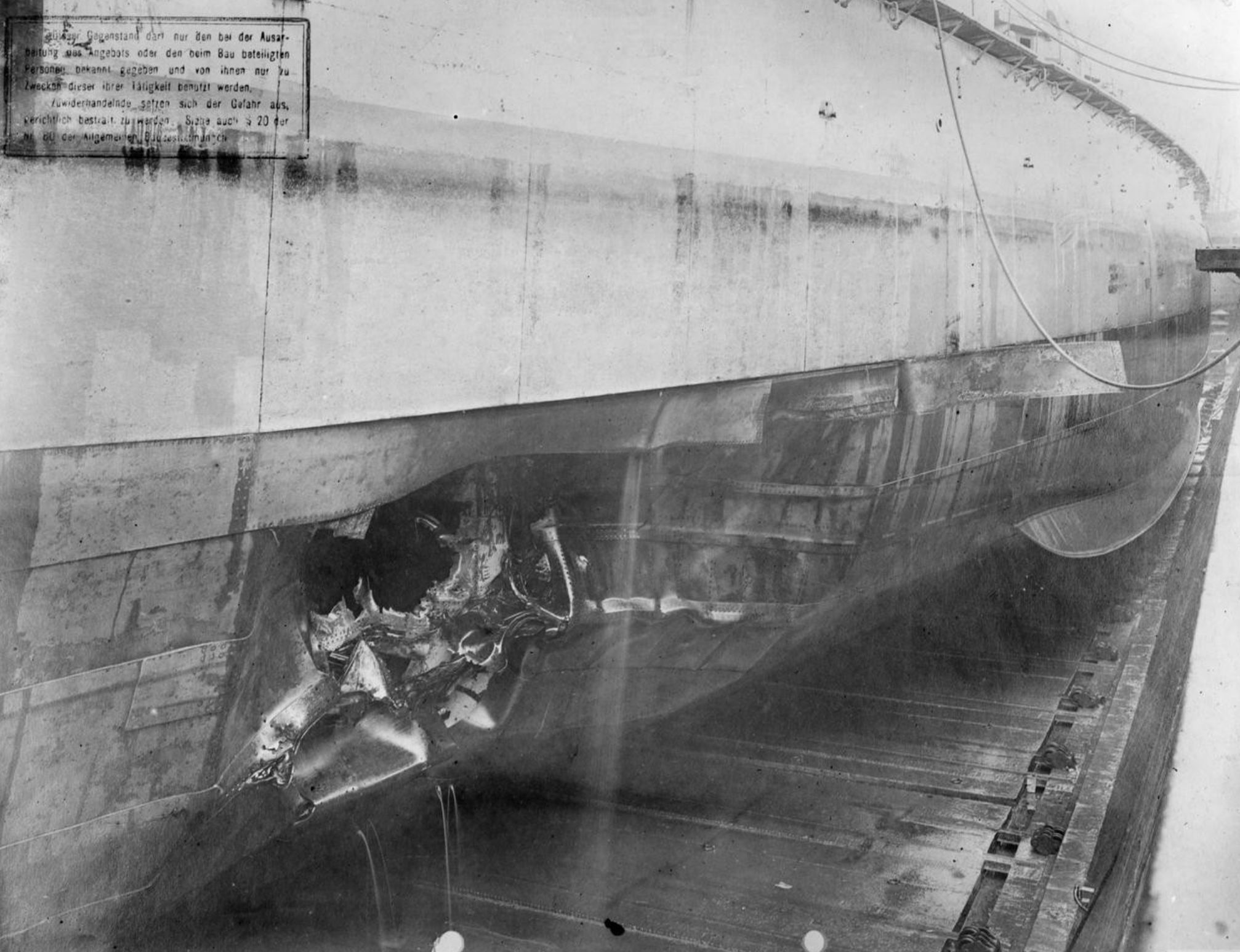
Повреждения линкора Кронпринц от торпеды британской подводной лодки HMS J1, снято 6 ноября 1916, Вильгельмсхафен

5 ноября 1916 года, во время операции у датского побережья, «Кронпринц» был торпедирован британской подводной лодкой J1. После ремонта, в октябре 1917 года, «Кронпринц Вильгельм» принимал участие в Операции «Альбион», нападении на принадлежащие Российской республике острова в Рижском заливе. Во время боя «Кронпринц» обстреливал российские корабли и вынудил отступить старый русский броненосец «Цесаревич».
После поражения Германии и подписания перемирия в ноябре 1918 года «Кронпринц», как и большинство крупных боевых кораблей Флота Открытого моря, был интернирован британским Королевским флотом в Скапа-Флоу. Суда были разоружены, их команды — сокращены. 21 июня 1919 года, незадолго до того, как Версальское соглашение было подписано, командующий интернированным флотом контр-адмирал Людвиг фон Ройтер отдал приказ о затоплении флота.
В отличие от большинства других затопленных судов, «Кронпринц» никогда не поднимался и все ещё находится на дне гавани Скапа-Флоу.